# Горње Игране
Горње Игране су насељено место у саставу општине Подгора, Сплитско-далматинска жупанија, Република Хрватска.

## Историја
До територијалне реорганизације у Хрватској налазиле су се у саставу старе општине Макарска.

## Становништво
На попису становништва 2011. године, Горње Игране су имале 3 становника.
| Број становника по пописима | Број становника по пописима | Број становника по пописима | Број становника по пописима | Број становника по пописима | Број становника по пописима | Број становника по пописима | Број становника по пописима | Број становника по пописима | Број становника по пописима | Број становника по пописима | Број становника по пописима | Број становника по пописима | Број становника по пописима | Број становника по пописима | Број становника по пописима |
| --------------------------- | --------------------------- | --------------------------- | --------------------------- | --------------------------- | --------------------------- | --------------------------- | --------------------------- | --------------------------- | --------------------------- | --------------------------- | --------------------------- | --------------------------- | --------------------------- | --------------------------- | --------------------------- |
| 1857                        | 1869                        | 1880                        | 1890                        | 1900                        | 1910                        | 1921                        | 1931                        | 1948                        | 1953                        | 1961                        | 1971                        | 1981                        | 1991                        | 2001                        | 2011                        |
| 0                           | 0                           | 67                          | 83                          | 99                          | 116                         | 0                           | 152                         | 142                         | 139                         | 107                         | 45                          | 35                          | 20                          | 4                           | 3                           |

Напомена: У 1857, 1869. и 1921. подаци су садржани у насељу Игране, као и део података у 1880, 1890. и 1900.

### Попис1991.
На попису становништва 1991. године, насељено место Горње Игране је имало 20 становника, следећег националног састава:
| Попис 1991.‍  | Попис 1991.‍  | Попис 1991.‍ | Попис 1991.‍ | Попис 1991.‍ |
| ------------ | ------------ | ----------- | ----------- | ----------- |
|              |              |             |             |             |
| Хрвати       | Хрвати       |             | 18          | 90,00%      |
| регион. опр. | регион. опр. |             | 2           | 10,00%      |
| укупно: 20   |              |             |             |             |